# Xinxu
Xinxu (新序) è una raccolta di racconti, prevalentemente di contenuto storico, curata da Liu Xiang tra il 24-25 aC. Originalmente composto da 30 rotoli, ne sono sopravvissuti solo 10, per un totale di 166 brani. Tratta storie già note che vengono messe in un ordine nuovo, diverso. Tratta soprattutto del periodo delle primavere e degli autunni.